# Lake Mainit
Lake Mainit is een meer in het noordoosten van het Filipijnse eiland Mindanao. Het meer is 170,6 km² groot, heeft een kustlijn van 62,1 km en een maximale diepte van 223 meter. Het meer is daarnee het diepste meer en het op drie na grootste meer van de Filipijnen, na Laguna de Bay, Taalmeer en Lake Lanao. De herkomst van de naam van het meer is niet met zekerheid vastgesteld. Mainit betekent in het Cebuano heet en refereert mogelijk aan de heetwaterbronnen ten noorden en oosten van het meer.
Lake Mainit ligt op een smal schiereiland in het uiterste noordoosten van Mindanao. Het meer wordt omringd door vier gemeenten in twee verschillende provincies, te weten Mainit en Alegria in Surigao del Norte rond het noordelijke deel en Kitcharao en Jabonga uit Agusan del Norte rond het zuidelijke deel. Het meer ligt op 27 meter boven zeeniveau en wordt door een smalle strook land gescheiden van de Boholzee. Op deze smalle strook land van 2,5 tot 5 km breed ligt een bergkam met een steile heuvels die een hoogte bereiken van 500 tot 600 meter. Op het meer komen 28 rivieren uit. Het totale stroomgebied is 870,72 km² groot.
Het klimaat van de omgeving komt overeen met dat van de rest van de zuidoostelijke kustgebieden van de Filipijnen. De gemiddelde temperatuur is met bijna 27 graden hoog. De hoeveelheid regen is met ruim 3400 mm groot en valt gedurende het hele jaar door. De maanden juni tot en met september zijn wat droger dan de overige maanden. Het meer ligt buiten de tyfoongordel. Gedurende december tot en met maart passeren tyfoons het gebied aan de noordzijde en zorgen daarbij voor grote veranderingen in de windsterkte en overvloedige regenval.
In het meer leven enkele tientallen vissoorten. De meest voorkomende vissoort is Glossogobius giuris. Andere soorten zijn onder andere de argusvis (Scatophagus argus), de karper (Cyprinus carpio), Giuris margaritacea en Glossogobius celebius. Ook leven in het meer zeker 15 soorten waterplanten zoals de Indische lotus (Nelumbo nucifera), Hydrilla verticillata, een waterhyacint en een soort uit het geslacht Vallisneria. Ook zijn in het gebied acht tot tien soorten weekdieren waargenomen.